# Smørum
Smørum refererer til en gruppe af byer, herunder Smørumnedre, Smørumovre og Ledøje-Smørum som alle hører til Smørum Sogn
Smørum ligger i Egedal Kommune, som ligger i nærheden af København.
Hovedbiblioteket for Egedal Kommune  findes i Smørum tæt ved Smørum centret.
I Smørum findes der to skoler: Balsmoseskolen og Boesagerskolen. Den tidligere Søagerskole blev nedlagt, og eleverne overført til Boesagerskolen.

## Historie
I Smørum har arkæologer fra Kroppedal Museum gjort fund fra tre historiske tidsaldre: bronze-, jernalderen og stenalderen. Fundene omfatter bebyggelser, redskaber og potteskår, primært fra bondestenalderen. Disse opdagelser blev gjort i forbindelse med planer om at opføre boliger og en ny daginstitution i området. Et område på 9.000 kvadratmeter er blevet åbnet for undersøgelser, ud af en planlagt 15.000 kvadratmeter. Dette kommer kort efter lignende opdagelser ved den kommende Egedal By, hvor spor af bronze- og jernalderen er blevet fundet. 

## Turistattraktioner og natur
Smørum er hjemsted for flere historiske og kulturelle attraktioner, herunder Kong Svends Høj (de), Smørum Kirke og en golfklub.